# 大阪府立花の文化園
大阪府立花の文化園（おおさかふりつはなのぶんかえん、英:Osaka Prefectural Flower Garden）は、大阪府河内長野市にある植物園である。

## 概要
林業関係の試験場として大阪府が保有している10ヘクタールの土地を活用。1990年4月1日から半年間にわたって鶴見緑地（大阪市鶴見区）で開催されていた国際花と緑の博覧会から「花と人との関わり合いを理解する場所」という理念と一部の展示物を引き継いだうえで、「花に憩う」「花に学ぶ」「花で交流する」という基本方針の下に、大阪府が運営する常設の植物園として開園した。ちなみに、開園後には 河内長野市林業総合センター「木根館」（きんこんかん） を敷地の一部に開設。園の内外から一般客が無料で見学できるほか、大阪府森林組合の南河内支店が入っている。
園内では、日本をはじめ多くの国で育まれてきた花や植物を季節に応じて栽培していて、一年を通じて鑑賞できる。エントランスの目前に広がる装飾花壇や、ピラミッド状のガラス屋根・屋内噴水装置・カフェを擁する大温室が特徴。大温室では、寒さに弱い洋ランなどの熱帯植物や、サボテンなどの乾燥地帯の植物を栽培している。大温室の外には花時計が設けられていて、装飾花壇とともに、季節やテーマに応じて花が植え替えられている。
また、石原和幸がデザインを手掛けた「コミュニティガーデン」、装飾花壇を一望できる木製の展望デッキ、園芸関係の展覧会などに利用できるイベントホール、花や植物に関する書籍や雑誌を所蔵する図書館、レストラン、園芸関連の資材などを扱う売店（ガーデンショップ）、工芸・園芸・調理関連の設備が揃った「花の工房」、イベント広場、イベントにも利用できる芝生広場、およそ300本の梅の木が植えられた梅園、バラ園などを併設。梅の花が開く毎年2月中旬からおよそ1ヶ月にわたって、屋外（梅園内）に設置したこたつ から梅を観賞できる「こたつでぬくぬく梅見物」（通称「ウメコタ」）が人気で、2024年の時点ではこたつの台数を5台にまで増やしている。2021年の6月からは、園内で栽培中の花からミツバチが集めた蜜の加工品（蜂蜜）をガーデンショップやレストランで発売しているほか、レストランやカフェのメニューに取り入れている。
2012年11月からは、開園日のうち月に1回を「コスプレの日」に指定。この日に限って、園内の更衣室をコスプレイヤーに無料で開放しているほか、園内での写真・動画撮影を条件付きで公認している。現在は「コスプレの日」に加えて、ペットとして飼育されている犬や猫が飼い主と一緒に入場することも認めるなど、「公設の植物園としては異例」とされる対応が為されている。
通常は夜間（17:00以降）に関係者以外の入園を認めていないが、園内の桜や紅葉が見頃を迎える時期には、期間や入場できるエリアを限定したうえで夜間に園内を無料で開放。2014年度から2016年度までの冬期（主に11月下旬 - 翌年の3月上旬）には、通常の入場料とは別の料金を設定したうえで、日本イルミネーション協会 が「奥河内イルミナージュ」というイルミネーションイベントを夜間に開催していた。2021年度と2022年度には、2020年の初頭から日本国内で蔓延している新型コロナウイルス感染症へ立ち向かう全ての人々への感謝を込めて、「はなぶんサンクスイルミ」と称する体験型の有料イルミネーションイベントを秋・冬季（10月中旬 - 翌年の2月上旬）の夜間（時間帯はいずれも17:30 - 21:30）に実施している。
園の運営については、2011年4月1日から指定管理者制度を導入。同日から2016年3月31日までは財団法人（2012年4月1日以降は一般財団法人）大阪府みどり公社、2016年4月1日から2023年3月31日までは 住友林業緑化 と E-DESIGN が共同企業体として指定されていた。
なお、開園10周年を迎えた2010年からは、花びらを象った「フルル（Fululu）」 というマスコットキャラクターを設定。一時は園の通称に「フルルガーデン（Fululu Garden）」、売店の通称に「フルルガーデンショップ」を用いていたほか、一般客への公開を兼ねて園内でウサギを飼育していた。住友林業緑化とE-DESIGNによる共同運営体制へ移行してからは、「フルル」の勇退 によってマスコットキャラクターを公式に設けていないが、手描きのウサギの絵を園内外の掲示物に多用。「はなぶんサンクスイルミ」を始めてからは、白いウサギをかたどったオブジェを園内の随所（プレゼント付きスタンプラリー用のスタンプセットを置いている地点など）に常設している。「フルルガーデン」という通称も、Facebook上の公式アカウント や、移行前から園内を拠点にボランティア活動（園の管理・運営への協力、園内のガイド、近隣地域の緑化・福祉関連活動）を展開しているNPO法人の愛称（フルルガーデン倶楽部）に名をとどめている。
2020年9月に、大阪府直営時代からの開園年数が30年に到達。2023年4月1日以降は、管理業務の指定期間を従来の5年間から2033年3月1日までの10年間に延長したうえで、「花の文化園withワールドインテック」（ワールドインテックと特定非営利活動法人いずみ・きららファームによる共同事業体）が住友林業緑化とE-DESIGNの共同企業体から管理業務を継承している。継承後の運営では「農業」の要素も取り入れていて、園内で野菜やハーブを栽培しているほか、このような作物の収穫イベントやヤギの飼育・公開を開始。継承の直前（2023年3月21日）まで園内で営業していたレストラン・カフェ・ガーデンショップについては、運営者の変更に伴う一時休業を経て、同年7月から営業を再開している。

## アクセス
- 西名阪自動車道藤井寺ICまたは、南阪奈道路羽曳野ICから、国道170号（大阪外環状線）を南下、文化園口交差点を左（南東）へ。
- 南海高野線および近鉄長野線 河内長野駅から南海バス7番乗り場「高向行き（6系統）」または「滝畑ダム行き（19・特19系統）」に乗車し、「上高向（花の文化園）」バス停下車徒歩15分。特19系統の場合は「奥河内くろまろの郷」バス停下車徒歩10分。

## 関連書籍
- 「花の絵本　花の文化園」（東方出版、2002年5月1日初版刊行、ISBN  978-4885917806）
  - 大阪府の直営時代に園内で栽培されていた花を倉下生代（カメラマン）が撮影した写真に、農学修士で当園課長補佐（当時）の竹田義（たけだ　ただし）による解説文を添えた写真集。